# ナ行変格活用
ナ行変格活用（ナぎょうへんかくかつよう）とは、日本語の文語文法における動詞の活用のひとつである。活用語尾が、五十音図のナ行の音をもとにして、変則的な変化をする。縮めて「ナ変」とも呼ぶ。この活用をするのは「死ぬ」「往ぬ（去ぬ）」二語のみである。口語では「死ぬ」は五段活用へと変化し、「往ぬ（去ぬ）」は首都圏方言では使用されず、他地域の方言に残る。助動詞「ぬ」も同様の活用をする。

## ナ行変格活用の例

### 死ぬ[1]
- 未然形-な
- 連用形-に
- 終止形-ぬ
- 連体形-ぬる
- 已然形-ぬれ
- 命令形-ね

## ナ行変格活用動詞の活用
| 基本形     | 活用形 | 活用形 | 活用形 | 活用形 | 活用形 | 活用形 | 活用形 |
| 基本形     | 語幹   | 未然形 | 連用形 | 終止形 | 連体形 | 已然形 | 命令形 |
| ---------- | ------ | ------ | ------ | ------ | ------ | ------ | ------ |
| 去（い）ぬ | 去     | な     | に     | ぬ     | ぬる   | ぬれ   | ね     |
| 死（し）ぬ | 死     | な     | に     | ぬ     | ぬる   | ぬれ   | ね     |